# Tseng Chieng Huang
Tseng Chieng Huang o Tseng-Chieng Huang (黃增泉; 1931 - ) es un profesor, botánico, micólogo, pteridólogo chino, que ha trabajado extensamente en el "Instituto de Botánica", de la Academia China de las Ciencias, y en el "Departamento de Botánica", de la Universidad Nacional de Taiwán, Taipéi, República de China.

## Algunas publicaciones
- 1965. Monograph of Daphniphyllum (I). Taiwania 11 : 57–98

### Libros
- 2007. Guide to botanical nomenclature. Ed. Forestry Bureau, Council of Agriculture. 279 pp. ISBN 9860117713
- 2000. Angiosperms, Dicotyledons [Diapensiaceae - Compositae]. Volumen 5 de Flora of Taiwan. Ed. Committee of the Flora of Taiwan. 1.143 pp.
- 1993. Flora of Taiwan, Volumen 6. Jefe de editores Committee of the Flora of Taiwan. 1.076 pp. ISBN 957901941X
- 1986. Yangmingshan guo jia gong yuan zhi wu sheng tai jing guan zi yuan. Ed. 內政部營建署陽明山國家公園管理處 (Construcción y Planificación de la Sede del Parque nacional Yangmingshan). 96 pp.
- 1981. Spore flora of Taiwan. Ed. Botany Dept. National Taiwan University. 120 pp.
- Li, Hui-lin, Tang-shui Liu, Tseng-chieng Huang, Tetsuo Koyama & Charles E. DeVol (editors). 1979. Vascular Plants. Fl. Taiwan Volumen 6: 665 pp.
- 1972. Pollen flora of Taiwan. 297 pp.
- 1972. Monograph of Daphniphyllum (Daphniphyllaceae). Ed. Washington University. 406 pp.

- La abreviatura «T.C.Huang» se emplea para indicar a Tseng Chieng Huang como autoridad en la descripción y clasificación científica de los vegetales.[2]